# Banyamulenge
Les Banyamulenge sont une communauté du Sud-Kivu en république démocratique du Congo (RDC). 
Les Banyamulenge, qui signifie littéralement « ceux qui viennent de Mulenge » ou « les habitants de Mulenge » (sur les hauts-plateaux du massif de l'Itombwe (en)), sont, au sens strict, un groupe installé dans la plaine du Rusizi sur le territoire actuel de la République démocratique du Congo (RDC) au XIXe siècle,,. Ils vivent essentiellement sur les hauts plateaux de la province du Sud-Kivu, et parlent une langue proche du kirundi (Burundi) et du kinyarwanda (Rwanda). À partir de 1976, le nom Banyamulenge est adopté par cette communauté afin de ce distinguer des autres groupes rwandophones du Nord-Kivu, installé au Congo avant et pendant l'époque coloniale, selon René Lemarchand de l’Observatoire de l’Afrique centrale[réf. souhaitée], en plus des Banyamulenge qui ont comme origine ce groupe extérieur au royaume du Rwanda venu avant la colonisation[pas clair]. 
Médard Kayamba Badye indique que les personnes concernées ne sont pas que des Tutsi, mais bien des Tutsi et des Hutu  « Il devait abriter des pasteurs tutsi et hutu, qui menaient leurs troupeaux vers les Hauts Plateaux de l’Itombwe, depuis, semble-t-il, le milieu du XIXe siècle. Certains ethnologues ou anthropologues (Olga Boone et C. Newbury) parlent de ces pasteurs comme des groupes étrangers qui se seraient implantés à l’Ouest de Baraka, en territoire de Fizi, chez les Babembe ». 
Ils ont été parmi les premiers à soutenir la rébellion Alliance des forces démocratiques pour la libération du Congo de Laurent Désire Kabila car ils ont été aussi victimes des massacres faits contre eux après le génocide des Tutsi au Rwanda en 1994[réf. nécessaire]. 

## Sources
1. ↑  Singulier : Munyamulenge (en) « The Banyamulenge (Munyamulenge) ethnic group; whether members of this group are targeted by government authorities » , sur Commission de l'immigration et du statut de réfugié du Canada, 1er décembre 2000 (consulté le 20 mai 2024)
2. ↑  De Kuyssche 2006, p. 39.
3. ↑  Chajmowicz 1996.
4. ↑  Kisangani et Bobb 2010, p. 41–43.
5. ↑  « Des auteurs indiquent que des groupes lignagers ou claniques auraient quitté le Rwanda (région du Kyniaga), au cours du dix-neuvième siècle, pour s’installer à Mulenge »  —  Badye 2009
6. ↑  (en-US) Delphin R. Ntanyoma, « The Banyamulenge: how a minority ethnic group in the DRC became the target of rebels – and its own government » , sur The Conversation, 13 mars 2023 (consulté le 9 juin 2024)
7. ↑  Chajmowicz 1996, p. 116.
8. ↑  Badye 2009.